# أطفال الثقافة الثالثة
أطفال الثقافة الثالثة (بالإنجليزية: Third culture kids)‏ ويختصر (بالإنجليزية: TCK)‏ هو مصطلح يشير إلى الأشخاص الذين ولدوا أو نشأوا في سنواتهم التأسيسية الأولى في ثقافات غير ثقافاتهم الأصلية التي ينسبون إليها وراثيًا عن طريق آبائهم. يتعرض هؤلاء الأطفال إلى مجموعة متنوعة من التأثيرات الثقافية.
يتنقل أطفال الثقافة الثالثة بين أكثر من ثقافة قبل أن تتاح لهم فرصة تطوير هويتهم الشخصية والثقافية بشكل كامل. فالثقافة الأولى له هي ثقافة والديه التي نشأوا عليها، والثقافة الثانية هي الثقافة التي تتواجد فيها الأسرة أثناء نشأته. وعلى الرغم من عدم موافقة بعض مجتمع أطفال الثقافة الثالثة، تشير بعض المصادر على أن الثقافة الثالثة هي مزيج بين هاتين الثقافتين.
في أوائل القرن الحادي والعشرين كان عدد الأطفال ثنائي اللغة في العالم مماثل لعدد الأطفال أحاديي اللغة.